# マティウス・バッソン
マティウス・バッソン(Matthys Basson、1995年6月9日 - ）は、ジャパンラグビーリーグワン三重ホンダヒートに所属するラグビー選手。

## プロフィール
- 南アフリカ・オウツフルン出身。
- ポジションはプロップ(PR)[1]。
- 身長 191 cm、体重 114 kg

## 略歴
ブルー・ブルズ、ブルズを経て、2020年、Honda Heat(現・三重ホンダヒート)に加入。
2022年1月16日に行われたJAPAN RUGBY LEAGUE ONE第1節釜石シーウェイブス戦にて先発出場で日本での公式戦初出場を果たした。